# NGC 4599
NGC 4599 је лентикуларна галаксија у сазвежђу Девица која се налази на NGC листи објеката дубоког неба.
Деклинација објекта је + 1° 11' 48" а ректасцензија 12h 40m 26,9s. Привидна величина (магнитуда) објекта NGC 4599 износи 12,7 а фотографска магнитуда 13,6. NGC 4599 је још познат и под ознакама UGC 7833, MCG 0-32-34, CGCG 14-99, PGC 42453.